# Nutsleeszaal
Een nutsleeszaal of nutsbibliotheek is een uitleenbibliotheek die werd opgericht door de Maatschappij tot Nut van 't Algemeen. In 1794 werd de eerst nutsbibliotheek opgericht in Haarlem; deze was hiermee de eerste niet-commerciële uitleenbibliotheek in Nederland. Na het succes van de uitleenbibliotheek in Haarlem - het had het eerste jaar driehonderd leners - werden ook in andere steden nutsbibliotheken geopend. Bij het samenstellen van de collecties van dergelijke uitleenbibliotheken werden volksopvoeding en -beschaving als uitgangspunt genomen, en niet vermaak of ontspanning.
In verschillende steden hadden zich in de achttiende eeuw al leesgezelschappen gevormd die vooral werden bezocht door gegoede (mannelijke) burgers. Deze leesgezelschappen waren geen uitleenbibliotheken: ieder jaar werden de boeken en tijdschriften die onder de kleine groep leden hadden gecirculeerd, weer verkocht. De nutsleeszalen en -bibliotheken waren bedoeld voor burgers uit de arbeidersklasse. 